# SMS Roon
O SMS Roon foi um cruzador blindado operado pela Marinha Imperial Alemã e a primeira embarcação da Classe Roon, seguido pelo SMS Yorck. Sua construção começou em agosto de 1902 no Estaleiro Imperial de Kiel e foi lançado ao mar em junho do ano seguinte, sendo comissionado na frota alemã em abril de 1906. Era armado com uma bateria principal composta por quatro canhões de 210 milímetros montados em duas torres de artilharia duplas, tinha um deslocamento carregado de dez mil toneladas e alcançava uma velocidade máxima de 21 nós (39 quilômetros por hora).
O Roon teve um início de carreira tranquilo e sem incidentes. Seus anos de serviço em tempos de paz foram passados como parte do I Grupo de Reconhecimento, parte principal força de reconhecimento da Frota de Alto-Mar, muitas vezes atuando como capitânia da formação. Durante este período se ocupou principalmente de exercícios de treinamento de rotina, além de fazer vários cruzeiros pelo Oceano Atlântico. Ele visitou os Estados Unidos em 1907 para representar a Alemanha na inauguração da Exposição de Jamestown. Foi descomissionado em setembro de 1911.
A Primeira Guerra Mundial começou em julho de 1914 e o Roon foi recomissionado no mês seguinte, sendo colocado no III Grupo de Reconhecimento no Mar do Norte. Escoltou a Frota de Alto-Mar durante operações de bombardeio litorâneo nos primeiros meses da guerra, mas não entrou em combate. Foi transferido para o Mar Báltico no início de 1915 e participou de várias operações contra forças russas na área. Foi descomissionado novamente em fevereiro de 1916 pela ameaça de submarinos britânicos, sendo usado como navio-escola até o fim da guerra e depois desmontado em 1921.

## Características

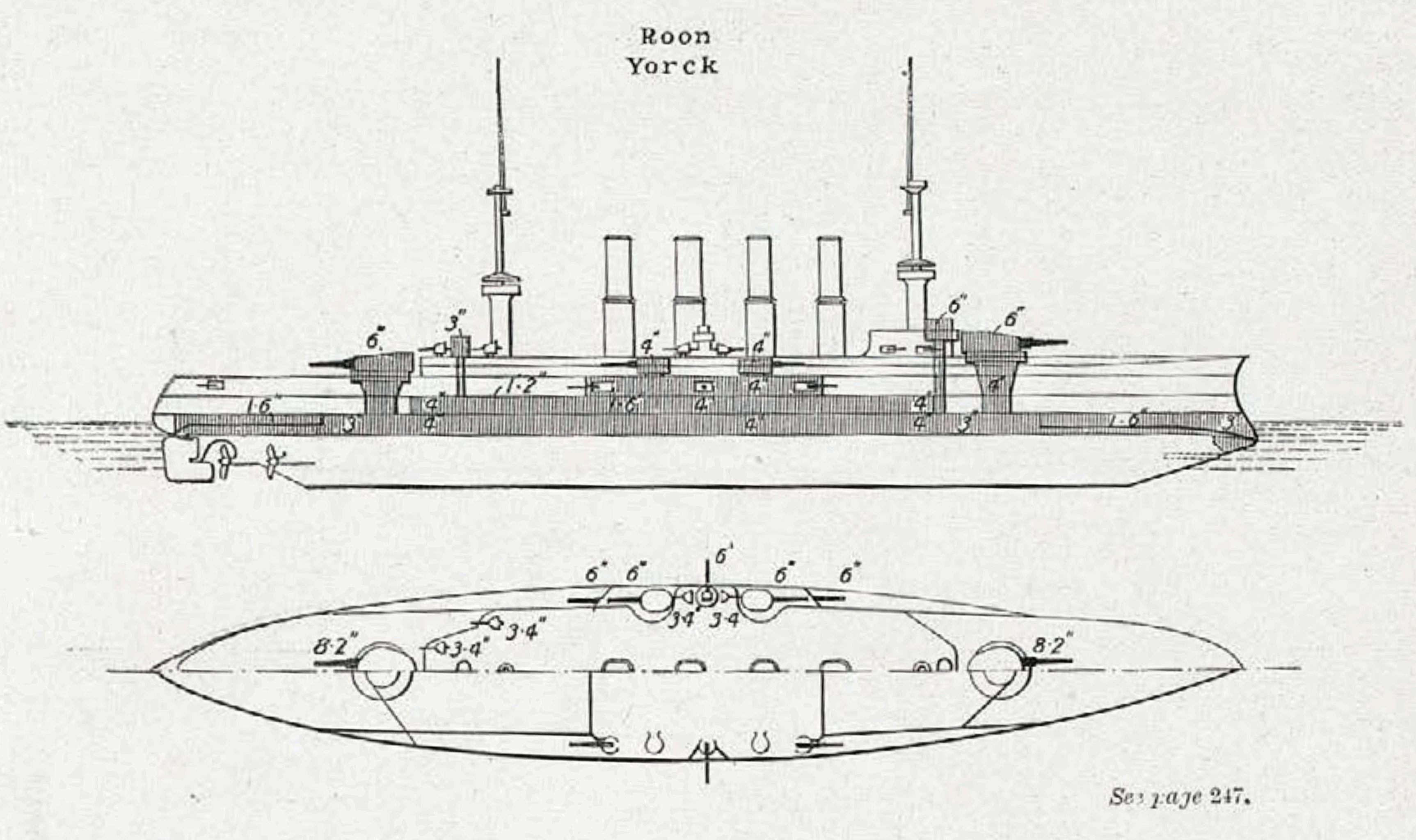
Desenho da Classe Roon

A Classe Roon foi encomendada em 1902 como parte de um programa de expansão naval. A classe incorporava melhoramentos incrementais em relação à predecessora Classe Prinz Adalbert, com a principal sendo um casco ligeiramente mais comprido para acomodar duas caldeiras extras que tinham o objetivo de aumentar a velocidade máxima. Entretanto, o lançamento do cruzador de batalha britânico HMS Invincible em 1907 rapidamente deixou todos os cruzadores blindados do mundo obsoletos.
O Roon tinha 127,8 metros de comprimento de fora a fora, boca de 20,2 metros e calado de 7,76 metros à vante. Seu deslocamento normal era de 9 533 toneladas e o deslocamento carregado de 10 266 toneladas. Seu sistema de propulsão consistia em dezesseis caldeiras de tubos d'água a carvão que alimentavam três motores verticais de tripla-expansão, cada um girando uma hélice. A potência indicada era de dezenove mil cavalos-vapor (catorze mil quilowatts) para uma velocidade máxima de 21,1 nós (39,1 quilômetros por hora) durante seus testes marítimos, abaixo dos 22 nós (41 quilômetros por hora) projetados. Podia carregar até 1 570 toneladas de carvão, o que permitia uma autonomia máxima de 4,2 mil milhas náuticas (7,8 mil quilômetros) a uma velocidade de cruzeiro de doze nós (22 quilômetros por hora). Sua tripulação tinha 35 oficiais e 598 marinheiros.
Seu armamento principal tinha quatro canhões calibre 40 de 210 milímetros montados em duas torres de artilharia duplas, uma à vante e outra à ré da superestrutura. A bateria secundária tinha dez canhões calibre 40 de 149 milímetros, quatro em torres de artilharia únicas no convés superior e seis em casamatas no convés principal. A defesa contra barcos torpedeiros tinha catorze canhões calibre 35 de 88 milímetros, todos em montagens individuais na superestrutura e no casco, tanto dentro de casamatas quanto em montagens giratórias protegidas por escudos. Também tinha quatro tubos de torpedo submersos de 450 milímetros, um na proa, um na popa e um em cada lateral. A blindagem era de aço cimentado Krupp e o cinturão principal tinha cem milímetros de espessura à meia-nau e oitenta milímetros nas extremidades. As torres de artilharia principais tinham laterais de 150 milímetros. O convés tinha de quarenta a sessenta milímetros, conectando-se ao cinturão por uma blindagem inclinada de quarenta a cinquenta milímetros.

## Carreira

### Tempos de paz

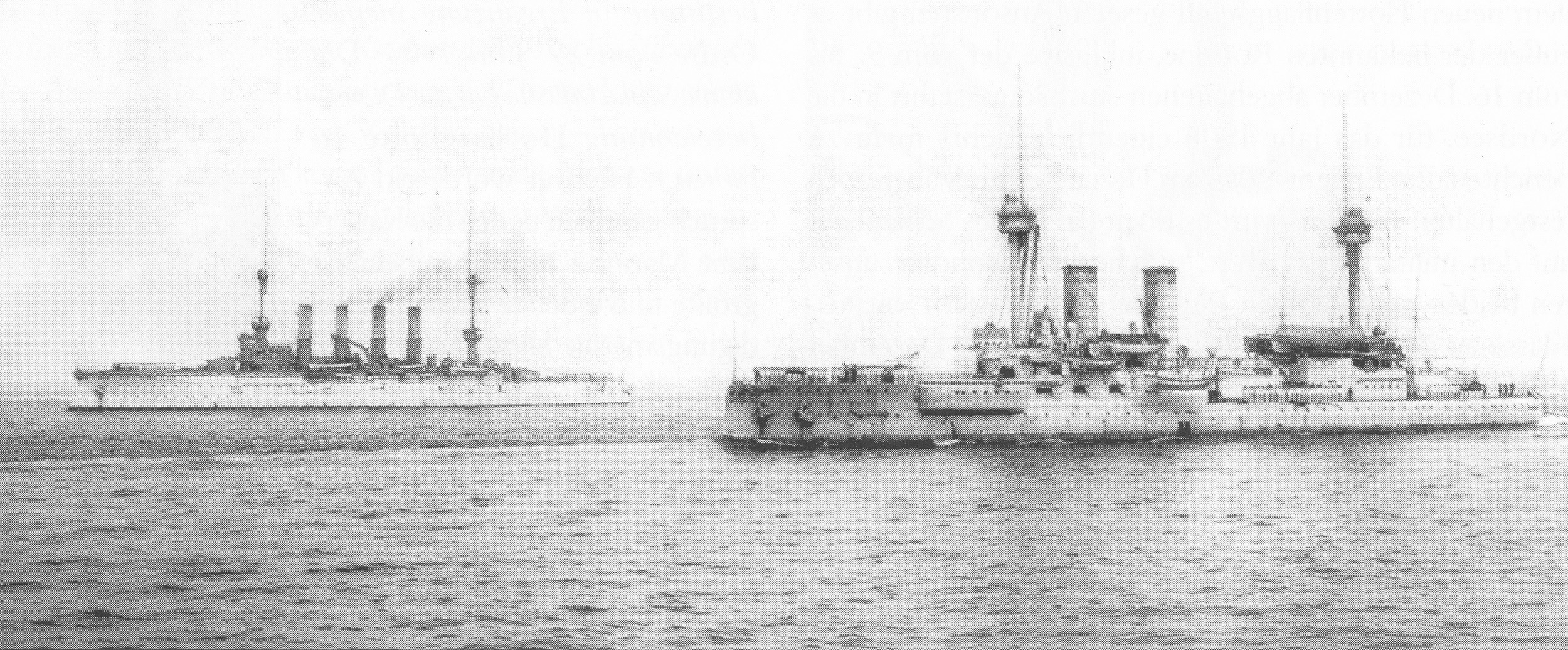
O Roon (esquerda) junto com o couraçado em 1906

O Roon foi encomendado sob o nome provisório Ersatz Kaiser como um substituto para o antigo ironclad SMS Kaiser. Foi construído pelo Estaleiro Imperial de Kiel sob o número de construção 28. Seu batimento de quilha ocorreu em 1º de agosto de 1902 e foi lançado ao mar em 27 de junho de 1903. O navio nomeado em homenagem ao general-marechal de campo prussiano Albrecht von Roon e batizado pelo general-marechal de campo Alfred von Waldersee. Os trabalhos de equipagem começaram em seguida e o Roon foi comissionado na frota alemã em 5 de abril de 1906. Seu primeiro comandante foi o capitão de mar Fritz Hoffmann. Seus testes marítimos duraram até 9 de julho, juntando-se ao I Grupo de Reconhecimento em 15 de agosto. Substituiu o cruzador blindado SMS Friedrich Carl como a capitânia do vice-comandante da esquadra, o capitão de mar e comodoro Raimund Winkler. O Roon então participou das manobras anuais da frota, que ocorreram entre o final de agosto e início de setembro. Mais tarde no mesmo mês, Hoffmann foi substituído pelo capitão de fragata Oskar von Platen-Hallermund, que comandou a embarcação por apenas um mês antes de ser substituído pelo capitão de mar Karl Zimmermann. Ao mesmo tempo da partida de Hoffmann, Winkler também foi substituído pelo capitão de mar Eugen Kalau vom Hofe, que transferiu sua capitânia de volta para o Friedrich Carl em outubro.
Passou os anos seguintes participando de exercícios e cruzeiros junto com o resto do I Grupo de Reconhecimento bem como toda a Frota de Alto-Mar. Esta rotina foi interrompida no início de 1907 quando o Roon foi para os Estados Unidos a fim de participar da Exposição de Jamestown, que comemorou o tricentésimo aniversário da chegada de colonos ingleses na Baía de Chesapeake. Kalau vom Hofe fez do Roon novamente sua capitânia a fim de liderar a delegação alemã, que também incluía o cruzador rápido SMS Bremen. Os navios deixaram Kiel em 8 de abril e chegaram na Virgínia em 24 de abril. Dois dias depois, uma frota internacional, que também incluía representantes do Reino Unido, Japão, Áustria-Hungria, França, Itália e outros países, realizaram uma revista naval como parte da exposição. O Bremen foi destacado depois das cerimônias para permanecer na América, enquanto o Roon voltou para a Alemanha, chegando em Kiel em 17 de maio. Kalau vom Hofe transferiu sua capitânia de volta para o Friedrich Carl ao retornar.

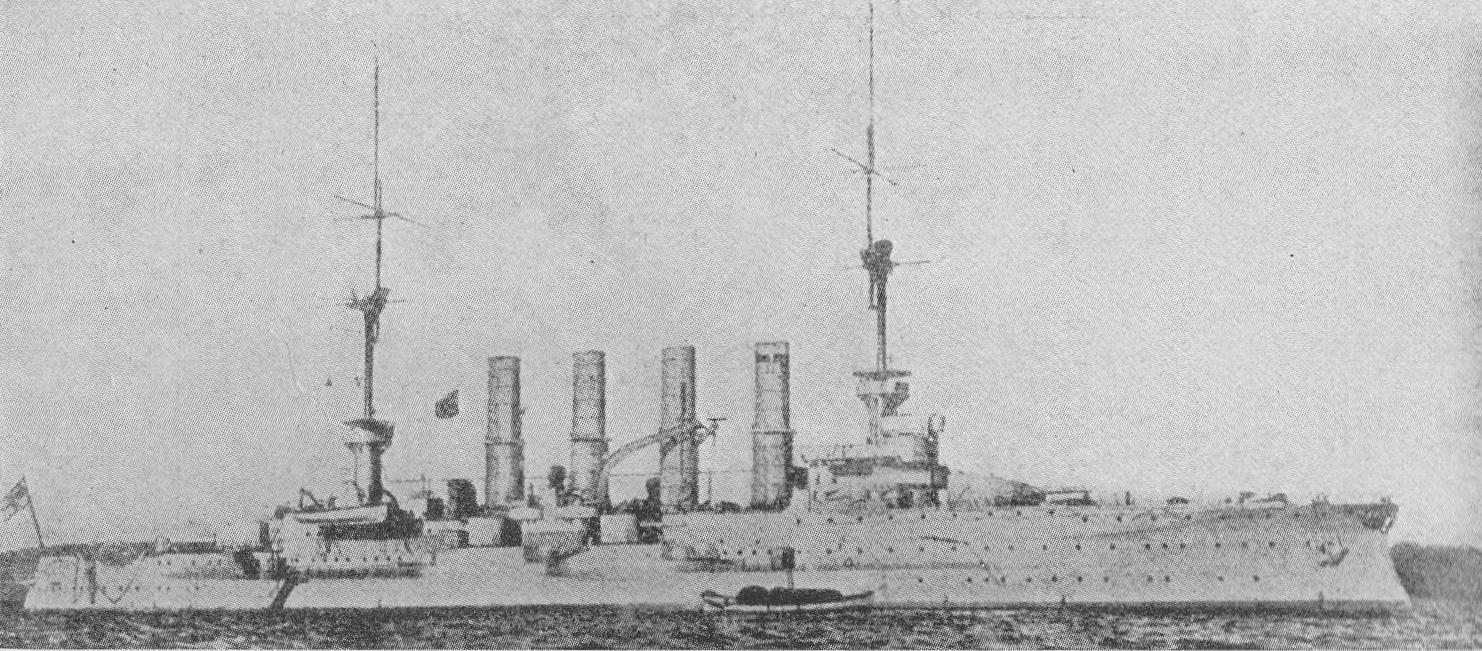
O Roon c. 1906–1911

O Roon brevemente retomou sua posição de capitânia do vice-comandante de 11 de setembro a 28 de outubro, época em que seu irmão SMS Yorck estava em manutenção e o Friedrich Carl atuando como capitânia do grupo. O capitão de fragata Friedrich Schrader assumiu o comando do Roon em outubro. O cruzador fez um grande cruzeiro pelo Oceano Atlântico de 7 a 28 de fevereiro de 1908 junto com os outros navios do I Grupo de Reconhecimento. Eles realizaram exercícios táticos e experimentaram usar seus equipamentos de telegrafia sem fio à longas distâncias. Pararam em Vigo na Espanha a fim de reabastecerem carvão para a viagem de volta para casa. O Roon novamente voltou a ser capitânia em 5 de março, desta vez do agora contra-almirante Kalau vom Hofe.
Outro cruzeiro no Atlântico ocorreu em julho e agosto, desta vez realizado junto com as esquadras de couraçados da Frota de Alto-Mar. O almirante príncipe Henrique da Prússia, comandante da frota e irmão mais novo do imperador Guilherme II, tinha defendido tal cruzeiro no ano anterior, argumentando que iria preparar a frota para operações além-mar e quebraria a monotonia dos tradicionais treinamentos em águas domésticas, porém as tensões com o Reino Unido na época estava altas devido à corrida armamentista naval anglo-germânica. A frota deixou Kiel em 17 de julho, atravessando o Canal Imperador Guilherme para o Mar do Norte e seguindo então para o Atlântico. As embarcações voltaram para a Alemanha em 13 de agosto. As manobras de outono ocorreram de 27 de agosto até 12 de setembro. Kalau vom Hofe foi substituído em 23 de setembro pelo contra-almirante Leo Jacobsen, enquanto no mês seguinte o capitão de fragata Georg Scheidt assumiu o comando do Roon.
Mais dois cruzeiros no Atlântico ocorreram em 1909, o primeiro em fevereiro apenas com os navios do I Grupo de Reconhecimento e o segundo entre julho e agosto com o resto da frota. Pararam no caminho de volta em Spithead, no Reino Unido, sendo recebidos pelo Marinha Real Britânica. O capitão de mar Reinhard Koch substituiu Jacobsen em setembro como vice-comandante do grupo para as manobras anuais de outono, mas em 1º de outubro transferiu sua capitânia para o Yorck. Os dois anos seguintes transcorreram tranquilamente, com a rotina sendo quebrada apenas em setembro de 1911 para uma revista naval para o imperador. O Roon foi descomissionado em 22 de setembro.

### Primeira Guerra

#### Mar do Norte

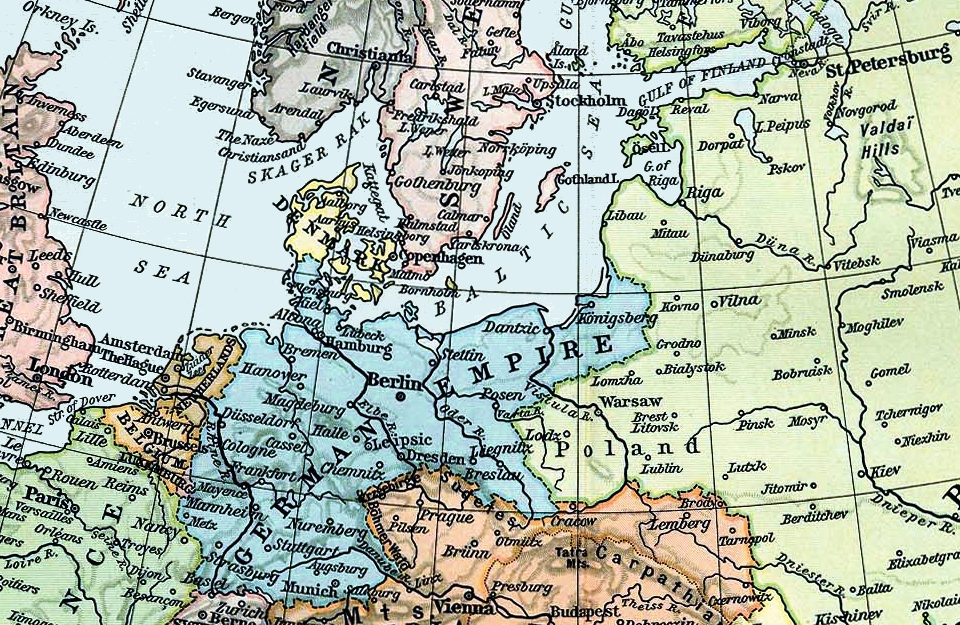
Mapa de 1911 dos Mares do Norte e Báltico

A Primeira Guerra Mundial começou no final de julho de 1914 e o Roon foi mobilizado para serviço de guerra em 2 de agosto, sendo inicialmente designado para o II Grupo de Reconhecimento como capitânia do contra-almirante Gisberth Jasper. O capitão de mar Johannes von Karpf assumiu o comando do cruzador. Uma série de reorganizações levaram a embarcação a ser transferida para o IV Grupo de Reconhecimento para substituir o cruzador blindado SMS Blücher, com a formação sendo renomeada para III Grupo de Reconhecimento em 25 de agosto, com o Roon permanecendo como capitânia. O contra-almirante Hubert von Rebeur-Paschwitz substituiu Jasper e o grupo fez uma surtida no dia seguinte para o Mar Báltico em uma tentativa de resgatar o cruzador rápido SMS Magdeburg, que tinha encalhado em território russo. A operação foi cancelada em 27 de agosto quando Rebeur-Paschwitz foi informado que o Magdeburg tinha sido deliberadamente afundado para que não fosse capturado.
O grupo foi colocado no Mar do Norte a partir de 6 de setembro para proteger o litoral alemão, com isto sendo interrompido por uma surtida pelos estreitos dinamarqueses de 25 a 26 de setembro após relatos falsos de navios britânicos na área. Os cruzadores foram enviados para escoltar os lança-minas SMS Nautilus e SMS Albatross mais o cruzador auxiliar SMS Kaiser enquanto criavam campos minados defensivos. A formação em seguida escoltou a Frota de Alto-Mar durante um ataque contra a cidade britânica de Yarmouth em 2 e 3 de novembro.
O Roon participou entre 15 e 16 de dezembro de um bombardeio de Scarborough, Hartlepool e Whitby. O navio foi designado para a vanguarda da Frota de Alto-Mar junto com o cruzador blindado SMS Prinz Heinrich a fim de dar cobertura distante para os cruzadores de batalha alemães que realizariam o bombardeio. O Roon e seus barcos torpedeiros encontraram forças de escolta britânicas, com o cruzador entrando em contato com os contratorpedeiros HMS Lynx e HMS Unity, mas nenhum dos lados abriu fogo. O almirante Friedrich von Ingenohl, comandante da Frota de Alto-Mar, decidiu retornar para a Alemanha devido a esses relatos de contratorpedeiros. Nesta altura, o Roon e os barcos torpedeiros tinham se tornado a retaguarda junto com os cruzadores rápidos SMS Hamburg e SMS Stuttgart. Eles encontraram mais contratorpedeiros inimigos, que os seguiram por 45 minutos. O Stuttgart e Hamburg foram destacados para afundá-los, mas foram chamados de volta pelo Roon depois de vinte minutos e recuaram com o resto da Frota de Alto-Mar. Os britânicos colocaram cruzadores de batalha para irem atrás do Roon, mas encerraram a perseguição assim que souberam do bombardeio contra as cidades.

#### Mar Báltico
O comando naval alemão decidiu que o Roon e os outros cruzadores blindados restantes não eram adequados para serviço no Mar do Norte por sua velocidade máxima baixa e blindagem insuficiente, sendo um risco caso enfrentassem a poderosa Grande Frota britânica. Desta forma, o III Grupo de Reconhecimento foi transferido para o Báltico em 15 de abril de 1915, onde enfrentariam a muito mais fraca Frota do Báltico da Marinha Imperial Russa. A unidade foi dissolvida e os navios foram designados para as Forças de Reconhecimento do Báltico, sob o comando do contra-almirante Albert Hopman. Por volta da mesma época, o capitão de fragata Hans Gygas assumiu o comando do Roon, enquanto Karpf se tornou o vice-comandante da formação e fez do cruzador sua capitânia. A embarcação foi para uma doca seca em Kiel em 30 de abril para manutenção, voltando ao serviço em 7 de maio para um ataque contra Libau. Quatro dias depois, o submarino britânico HMS E9 avistou o Roon e outros navios à caminho de Libau, que tinha recentemente sido capturada pelo Exército Alemão. O E9 lançou cinco torpedos contra os alemães, todos erraram, mas dois passaram muito perto da popa do Roon. Este depois disto participou de várias surtidas pelo Báltico central até Gotska Sandön de 13 a 16 de maio, 23 a 26 de maio, 2 a 6 de junho, 11 a 13 de junho e 20 a 22 de junho.

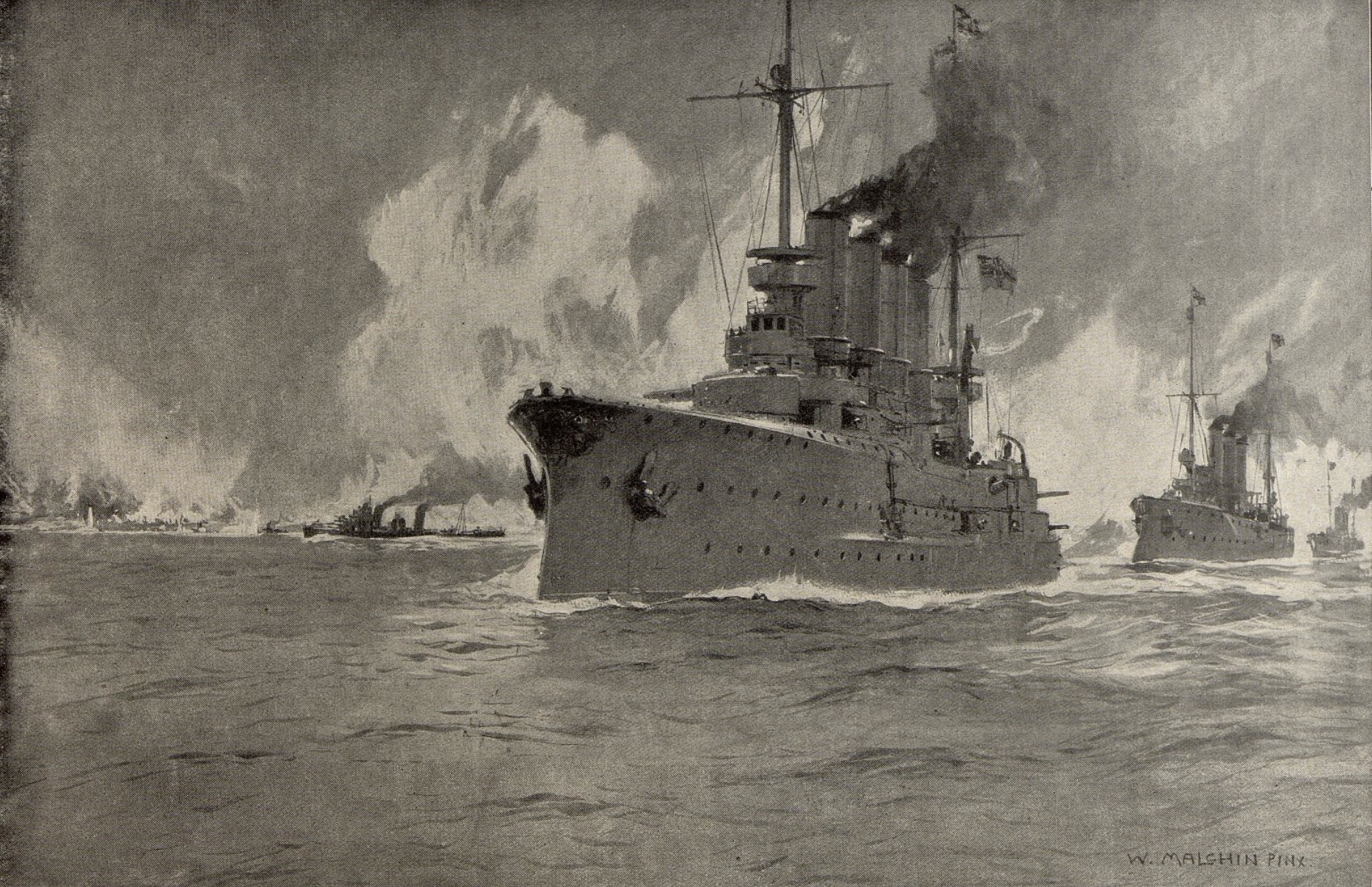
Ilustração de Wilhelm Malchin do Roon e outros cruzadores alemães bombardeando posições russas em 1915

Karpf transferiu sua capitânia para o cruzador rápido SMS Lübeck, enquanto Hopman foi para o Roon enquanto sua capitânia, o cruzador blindado SMS Prinz Adalbert, estava em reparos. O Roon e o Lübeck deram cobertura para uma operação de criação de campos minados de 30 de junho a 2 de julho, o que resultou na Batalha das Ilhas Åland. O cruzador rápido SMS Augsburg e três barcos torpedeiros estavam escoltando o Albatross quando foram atacados pelos cruzadores blindados russos Bayan e Admiral Makarov mais os cruzadores protegidos Bogatyr e Oleg. O Augsburg escapou enquanto os barcos torpedeiros deram cobertura para a retirada do Albatross, que foi seriamente danificado e precisou se refugiar na neutra Suécia. O Roon se juntou ao Lübeck para auxiliar os barcos torpedeiros, com ele enfrentando o Bayan enquanto o Lübeck atacou o Oleg. Pouco depois, o cruzador blindado Rurik e o contratorpedeiro Novik chegaram para reforçar os russos. O Roon foi atingido várias vezes durante o combate e os alemães foram forçados a recuar.
O Exército Alemão começou em julho um avanço para ao norte de Libau, com o comando naval decidindo reforçar suas forças no Báltico com o objetivo de dar apoio para esse avanço. Os antigos couraçados pré-dreadnought da IV Esquadra de Batalha foram transferidos para a região e seu comandante, o vice-almirante Ehrhard Schmidt, foi colocado no comando de todas as forças navais no Báltico. A frota tentou em agosto liberar o Golfo de Riga de forças navais russas para ajudar no ofensiva do Exército Alemão. Elementos da Frota de Alto-Mar também foram enviados a fim de fortalecer as forças que estavam tentando entrar no golfo. Os alemães fizeram várias tentativas de forçar sua entrada durante a Batalha do Golfo de Riga até relatos de submarinos britânicos forçarem a operação ser interrompida em 20 de agosto. O Roon permaneceu fora do golfo durante essas ações, mas bombardeou posições russas em Zerel, na Península de Sworbe, no dia 10 junto com o Prinz Heinrich. Vários contratorpedeiros russos ancorados em Zerel foram surpreendidos e um deles foi danificado.
Hopman retornou para o Prinz Adalbert em 9 de setembro e o Roon foi para Kiel passar por manutenção. Estes trabalhos terminaram em meados de outubro e o navio voltou para Libau no dia 18. Voltou a ser a capitânia de Hopman em 20 de outubro. O Prinz Adalbert foi afundado por um submarino britânico três dias depois e isto convenceu o comando naval alemão que a ameaça de submarinos e minas navais era muito grande para que embarcações antigas continuassem a operar com proteção insuficiente. Desta forma, Hopman deixou o Roon em 15 de janeiro de 1916 e o cruzador partiu para Kiel dois dias depois, sendo descomissionado no local em 4 de fevereiro.

#### Fim de carreira
O Roon foi desarmado em novembro de 1916 e convertido em um navio-escola e alojamento flutuante em Kiel, funções que desempenhou até o final da guerra em 1918. A Marinha Imperial tinha antes experimentado porta-hidroaviões, incluindo a conversão do Stuttgart no início de 1918. Este podia carregar apenas dois hidroaviões, algo considerado insuficiente. Planos foram elaborados para converter o Roon, tendo capacidade para quatro aeronaves. A bateria principal seria removida e substituída por seis canhões de 149 milímetros e seis armas antiaéreas de 88 milímetros, com um grande hangar instalado à ré da superestrutura. O plano nunca foi levado adiante, principalmente porque a Marinha Imperial usava zepelins para reconhecimento aéreo. O Roon foi removido do registro naval em 25 de novembro de 1920 e desmontado no ano seguinte.